# Diplazium harpeodes
Diplazium harpeodes är en majbräkenväxtart som beskrevs av Thomas Moore.
Diplazium harpeodes ingår i släktet Diplazium och familjen Athyriaceae. Inga underarter finns listade i Catalogue of Life.